# Gymnocoleopsis capensis
Gymnocoleopsis capensis là một loài rêu tản trong họ Jungermanniaceae. Loài này được (S.W. Arnell) R.M. Schust. miêu tả khoa học lần đầu tiên năm 1995.